# Bob Harper
Bob Harper, född 18 augusti 1965, är en amerikansk personlig tränare och TV-profil.
Harper har varit/är tränare i den amerikanska versionen av programmet Biggest Loser sedan starten. Han har även funnits med som tränare i den australiska versionen under flera säsonger. Harper kom ut som homosexuell i det sjunde avsnittet av den femtonde säsongen av The Biggest Loser (USA), när han pratade med en tävlande som hade svårt att berätta för sina föräldrar om sin sexualitet. Det här avsnittet sändes den 26 november 2013. Den 8 september 2015 meddelades Harper som ny programledare för Biggest Loser och efterträdde Alison Sweeney.

### Fotnoter
1. ↑  SNAC, SNAC Ark-ID: w6q31cr5, läs online, läst: 9 oktober 2017.[källa från Wikidata]
2. ↑  ”Bob Harper Biography”. TV Guide. http://www.tvguide.com/celebrities/bob-harper/bio/196123.
3. ↑  ”'Biggest Loser' trainer Bob Harper reveals he's gay” (på engelska). TODAY.com. http://www.today.com/popculture/biggest-loser-trainer-bob-harper-reveals-hes-gay-2D11657482. Läst 10 januari 2020.
4. ↑  ”Veteran Trainer Bob Harper Named Host of NBC’s ‘The Biggest Loser’” (på engelska). TV By The Numbers. 8 september 2015. Arkiverad från originalet den 28 augusti 2018. https://web.archive.org/web/20180828205702/https://tvbythenumbers.zap2it.com/network-press-releases/veteran-trainer-bob-harper-named-host-of-nbcs-the-biggest-loser/. Läst 10 januari 2020.